# Římskokatolická farnost Nová Ves v Horách
Římskokatolická farnost Nová Ves v Horách (lat. Montano-Neudorfium, Gebirgsneudorfium – vikariát Pontensis; něm. Gebirgsneudorf) je zaniklá církevní správní jednotka sdružující římské katolíky v Nové Vsi v Horách a okolí. Organizačně spadala do krušnohorského vikariátu, který je jedním z deseti vikariátů litoměřické diecéze.

## Historie farnosti
Matriky jsou v místě vedeny od roku 1608. Původní stará fara byla obnovena v roce 1773.
Farnost existovala do 31. prosince 2012 jako součást litvínovského farního obvodu. Od 1. ledna 2013 zanikla sloučením do farnosti Horní Jiřetín.

### Duchovní správcové vedoucí farnost
Začátek působnosti jmenovaného v duchovní správě farnosti od:
- 1773 proto-par. Joannes Schupp, n. 27. 4. 1740 Caaden, o. 2. 4. 1763, † 5. 11. 1834
- 1775 Ignatius Andre † 9. 9. 1814
- 1784 Iacob Hesse
- 1792 Iac. Herglotz † 16. 3. 1802
- 1795 Franc. Plath
- 1799 Procop. Mayer n. 11. 6. 1747 Grapen, o. 27. 2. 1774, † 31. 3. 1829
- 1809 Jos. Jungel n. 1. 9. 1759 Kloesterlens., o. 1. 9. 1782, † 7. 2. 1823
- 1814 Wenc. Seehars n. 30. 5. 1780 Trubschicens, o. 30. 5. 1804, † 10. 7. 1852
- 1823 par. vacat, adm. int. Anton. Marsch
- 1823 Anton. Stumpf n. 25. 7. 1784 Seestadtl, o. 31. 8. 1808, † 14. 2. 1837
- 1834 Anton. Schnirl n.10. 8. 1784 Saluschicens. o. 1. 4. 1813, † 24. 8. 1861
- 1847 Franc. Schram n. 1. 8. 1811 Egrens. o. 3. 8. 1837, † 29. 6. 1880
- 1854 chybí katalog
- 1855 Franc. Andersch n. 10. 5. 1810 Oberliebich, o. 4. 8. 1834, † 14. 6. 1876
- 1859 Car. Seemann n. 24. 11. 1819 Altopetsch. o. 25. 7. 1844, † 28. 6. 1872
- 1861 Jos. Püchel n. 16. 9. 1821 Tirschowic. o. 25. 7. 1846, † 13. 2. 1898
- 1869 Vincent. John n. 14. 10. 1822 Schüttenitz, o. 4. 7. 1848, † 8. 10. 1887
- 1871 par. vacat, admin. int. Guilielm. Müller
- 1871 Ign. Hauptmann n. 21. 3. 1825 Hohenstein, o. 15. 7. 1852, † 28. 5. 1872
- 1872 Joann. Grünert n. 13. 6. 1839 Brüx, o. 29. 7. 1863, † 26. 8. 1914
- 1888 Franc. Reymann n. 7. 1. 1845 Třebautic., o. 23. 7. 1870, † 23. 11. 1916
- 1895 par. vacat, admin. int. Car. Hassmann
- 1896 Car. Reiter n. 8. 6. 1859 Mn. Hradiště, o. 224. 8. 1882, † 30. 12. 1932
- 1899 par. vacat, admin. int. Wenc. Havel
- 1900 Anton. Fischer n. 3. 5. 1862 Pontens. o. 22. 5. 1887, † 18. 10. 1915
- 1915 Anton. Hausmann n. 30. 1. 1880 Niederullersdorf, o. 15. 7. 1906 , † 7. 10. 1932
- 1921 par. vacat, admin. interc. Jos. Kögler
- 1922 Joann. Herkner n. 16. 6. 1885 Platten, o. 11. 7. 1909, † 9. 5. 1948
- 1938 par. vacat
- 1. 6. 1939 Alois Streit n. 11. 3. 1894 Schönwald, o. 29. 6. 1919, † 16. 8. 1970
- 1. 7. 1946 Josef Zimmerhackel
- 1. 8. 1956 Bohuslav Skácel
- 3. 12. 1956 Oldřich Vinduška
- 2. 4. 1957 Tomáš Holoubek
- 1. 6. 1965 Jan Kozár
- 1. 10. 1970 Jaroslav Čuřík, SDB
- 15. 9. 2001 Grzegorz Czerny, admin. exc.[3]

Kromě kněží stojících v čele farnosti, působili ve farnosti v průběhu její historie i jiní kněží. Většinou pracovali jako farní vikáři, kaplani, katecheté, výpomocní duchovní aj.

## Území farnosti
Do farnosti náleželo území obcí:
- Nová Ves v Horách (Gebirgsneudorf)[p 2] s místními částmi Mikulovice (Nickelsdorf)[p 2] a Mníšek (Einsiedel)[p 2]

## Římskokatolické sakrální stavby a místa kultu na území farnosti
| | Fotografie | Stavba                         | Místo             | Bohoslužby                      | Zeměpisné souřadnice             | Status                                                                         | Číslo kulturní památky                      |
| Kostel | Kostel     | Kostel                         | Kostel            | Kostel                          | Kostel                           | Kostel                                                                         | Kostel                                      |
| --- | ---------- | ------------------------------ | ----------------- | ------------------------------- | -------------------------------- | ------------------------------------------------------------------------------ | ------------------------------------------- |
| 1. |            | Kostel sv. Michaela archanděla | Nová Ves v Horách | bližší informace o bohoslužbách | 50°35′55″ s. š., 13°28′26″ v. d. | do 31. prosince 2012 farní kostel, poté filiální kostel farnosti Horní Jiřetín | 43053/5-429 (Pk•MIS•Sez•Obr•WD) (Q12030909) |
| Zaniklé sakrální stavby |            |                                |                   |                                 |                                  |                                                                                |                                             |
| 2. |            | Kaple Nanebevstoupení Páně     | Mníšek            |                                 | 50°37′42″ s. š., 13°30′6″ v. d.  | zbořená kaple                                                                  | —                                           |
| Některé drobné sakrální stavby a pamětihodnosti lze dohledat zde v databázi Drobné sakrální památky Zaniklé sakrální stavby lze dohledat zde v databázi Poškozené a zničené kostely, kaple a synagogy v České republice |            |                                |                   |                                 |                                  |                                                                                |                                             |

Ve farnosti se mohou nacházet i další drobné sakrální stavby, místa římskokatolického kultu a pamětihodnosti, které neobsahuje tato tabulka.

## Galerie sakrálních pamětihodností ve farnosti

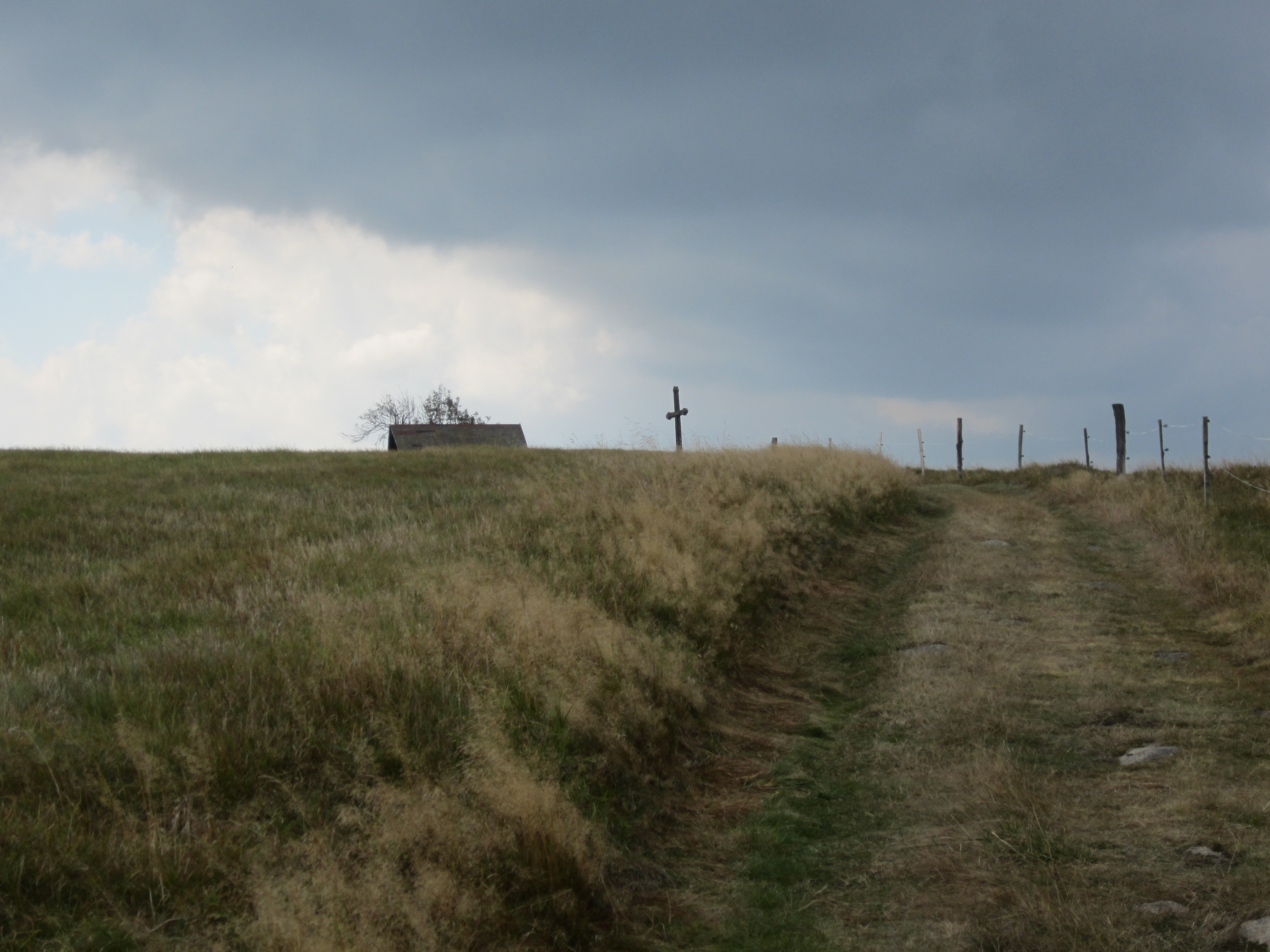
Cesta z Mníšku do Nové Vsi
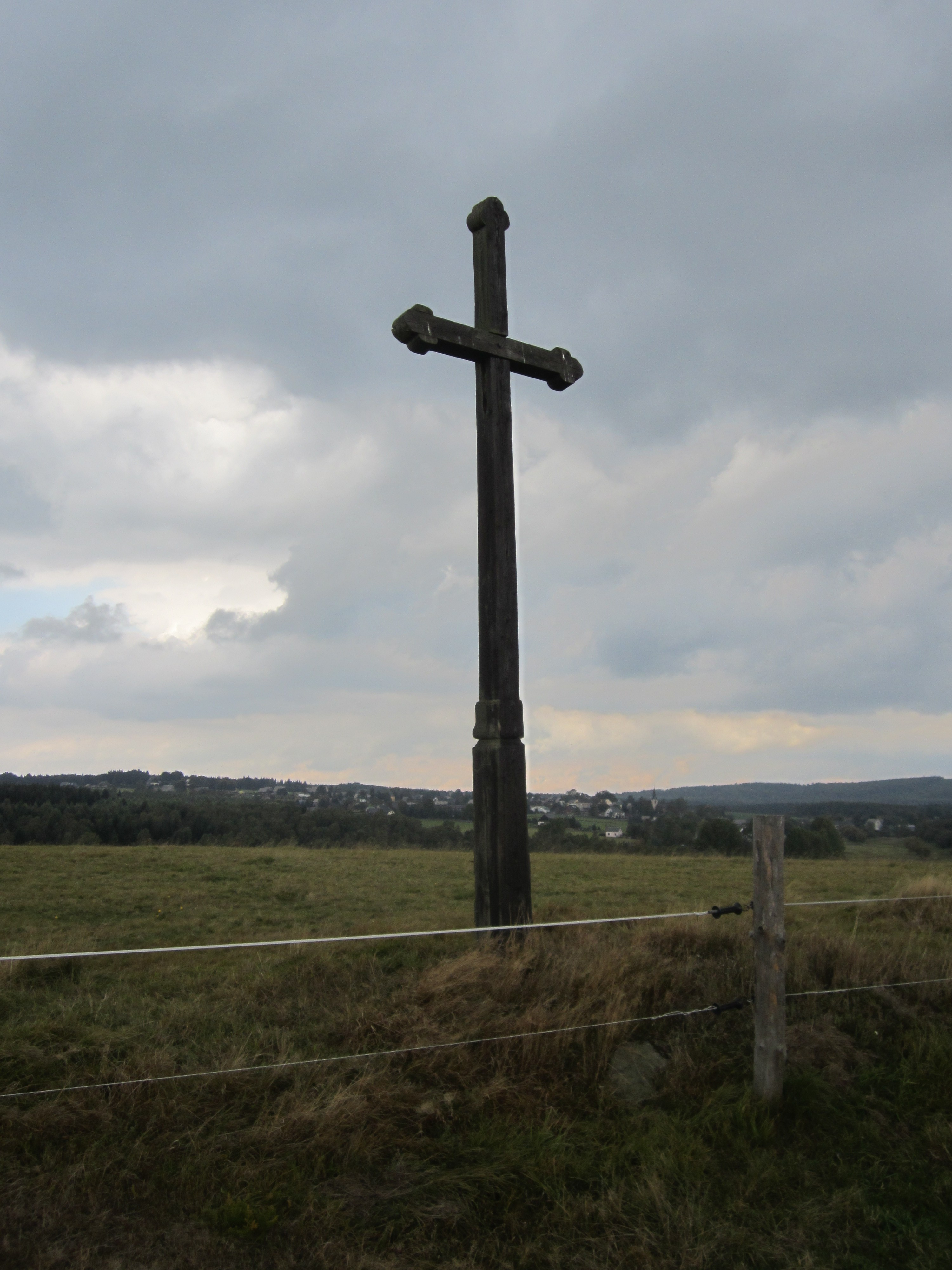
Kříž u cesty z Mníšku do Nové Vsi